# Klabonosa austini
Klabonosa austini är en stekelart som beskrevs av Boucek 1988. Klabonosa austini ingår i släktet Klabonosa och familjen puppglanssteklar. Inga underarter finns listade i Catalogue of Life.